# Карцев, Рафаил Митрофанович
Рафаи́л Митрофа́нович Ка́рцев (1861 год, село Буровлянка, Воронежская губерния — после 1932 года) — русский монархист. Председатель Воронежского отдела Союза русского народа, один из учредителей Всероссийского дубровинского союза русского народа.

## Биография
Рафаил Карцев родился в 1861 году в селе Буровлянка Воронежской губернии (ныне — в Рамонском районе Воронежской области) в крестьянской семье. Вскоре после рождения Рафаила его отец, Митрофан Карцев, переехал в Воронеж и занялся торговлей, а Рафаил поступил в реальное училище (которое не окончил). Впоследствии Рафаил Карцев продолжил отцовское дело и стал купцом второй гильдии и владельцем нескольких домов (в 1908 году два своих дома он отдал в дар церковному приходу для устройства богадельни). Помимо прочего, служил конторщиком в Казённой палате в качестве вольнонаёмного служащего.
По косвенным данным исследователи его биографии полагают, что Карцев был близок к черносотенному кружку воронежской интеллигенции (в 1903 году этим кружком была выпущена листовка от имени «Воронежского комитета борьбы против социализма»). В 1905 году Карцев был избран гласным в городскую Думу. В революционные годы он активно участвовал в патриотических, монархических митингах и акциях, так, 21 октября он ходил на митинг в поддержку Манифеста 17 октября. 15 октября 1906 года был избран председателем открывающегося отдела Союза русского народа, который был официально открыт 22 октября. В него вошли более 230 членов в основном из рабочих, мещан и крестьян.
Рафаил Карцев занимался деятельностью по развитию Союза в Воронежской губернии, содействовал открытию большого количество местных отделов СРН, и в 1908 году в губернии числилось более 860 членов организации. Участвовал в съездах монархистов — Волжско-Камском патриотическом съезде в 1908 году, в пятом Всероссийском съезде СРН в конце 1911 года (на этом съезде Карцев поддержал А. И. Дубровина в возникшем расколе СРН, и вошёл в состав членов-учредителей Всероссийского дубровинского союза русского народа), в монархическом совещании в 1915 году. В 1912 году его воронежский отдел был перерегистрирован как Митрофано-Георгиевский отдел Всероссийского дубровинского союза русского народа. С началом Первой мировой войны деятельность организации пошла на спад, число членов Воронежского отдела сократилось до 46 человек.
Весной 1917 года Карцев дважды был арестован по подозрению в незаконном хранении оружия. После октябрьской революции он не вмешивался в политику, работал мелким служащим в советских учреждениях, в 1923 году вышел на пенсию по инвалидности. В 1929 году был арестован по делу «буевцев», сторонников Воронежского епископа Алексия (Буя), одного из лидеров «иосифлянского» движения. В 1930 году коллегией ОГПУ он был приговорён к заключению в концлагере сроком на пять лет, с заменой лагеря ссылкой в Северный край, и был направлен в распоряжение Вологодского полномочного представительства ОГПУ. Сведений о Рафаиле Карцове после 1932 года нет.
В 1992 году Рафаил Карцев реабилитирован прокуратурой Воронежской области.